# Sylvia Garcia
Sylvia Rodriguez Garcia, född 6 september 1950 i San Diego i Texas, är en amerikansk politiker (demokrat). Hon är ledamot av USA:s representanthus sedan 2019.
Gene Green kandiderade inte till omval i representanthuset i mellanårsvalet i USA 2018. I valet där det gällde att efterträda honom som representanthusledamot var Garcia etta med 75,1 procent av rösterna och republikanen Phillip Arnold Aronoff tvåa med 23,9 procent. Cullen Burns kandiderade för Libertarian Party och fick 1,0 procent av rösterna.